# Neriene cavaleriei
Neriene cavaleriei là một loài nhện trong họ Linyphiidae.
Loài này thuộc chi Neriene. Neriene cavaleriei được Ehrenfried Schenkel-Haas miêu tả năm 1963.